# مگنوس باهنه
مگنوس باهنه (فنلاندی: Magnus Bahne؛ زادهٔ ۱۵ مارس ۱۹۷۹) بازیکن فوتبال اهل فنلاند بود.
از باشگاه‌هایی که در آن بازی کرده‌است می‌توان به باشگاه فوتبال اینتر تورکو و باشگاه فوتبال هالمستاد اشاره کرد.
وی همچنین در تیم‌های ملی فوتبال زیر ۲۱ سال فنلاند و فنلاند بازی کرده‌است.